# Парламентские выборы в Сан-Марино (2008)
Досрочные парламентские выборы в Сан-Марино прошли 9 ноября 2008 года в результате распада левоцентристской коалиции, сформированной после предыдущих выборов 2006 года.

## Контекст
В июне 2008 года партия Народный альянс сан-маринских демократов за республику в результате противоречий с партнёрами вышла из левоцентристской коалиции и правящий кабинет распался. Партия социалистов и демократов пыталась сформировать новую коалицию с Объединёнными левыми и небольшой партией «Сан-маринцы за свободу», однако после выхода из ПСД двух депутатов, образовавших новую партию «Аренго и свобода», коалиция потеряла большинство.

## Избирательный закон
В 2008 году вступил в силу новый избирательный закон, созданный по аналогии с избирательной системой городов Италии. Он ввёл избирательный барьер для политических партий в 3,5 % и дополнительные места для победившей коалиции (премия большинства). По этой причине партии, прежде выступавшие отдельно, сформировали предвыборные коалиции: правоцентристский «Пакт за Сан-Марино» и левоцентристский «Реформы и свобода».

## Результаты
Результаты парламентских выборов 9 ноября 2008 года в Сан-Марино.
| Партии                                                                                       | Голоса | %       | Места |
| -------------------------------------------------------------------------------------------- | ------ | ------- | ----- |
| Сан-Маринская христианско-демократическая партия-Евро — Народ за Сан-Марино-Аренго и свобода | 6 693  | 31,90 % | 22    |
| Народный альянс                                                                              | 2 417  | 11,52 % | 7     |
| Свободный список                                                                             | 1 317  | 6,28 %  | 4     |
| Сан-маринский союз умеренных                                                                 | 874    | 4,17 %  | 2     |
| Голоса за коалицию                                                                           | 73     | 0,35 %  | —     |
| Итого: Пакт за Сан-Марино                                                                    | 11 373 | 54,22 % | 35    |
| Партия социалистов и демократов — Сан-маринцы за свободу                                     | 6 703  | 31,96 % | 18    |
| Объединённые левые                                                                           | 1 797  | 8,57 %  | 5     |
| Центристские демократы                                                                       | 1 037  | 4,94 %  | 2     |
| Голоса за коалицию                                                                           | 65     | 0,31 %  | —     |
| Итого: Реформы и свобода                                                                     | 9 602  | 45,78 % | 25    |
| Всего действительных бюллетеней (явка: 68,48 %)                                              | 20 975 |         | 60    |
| Недействительных/пустых бюллетеней                                                           | 831    |         |       |
| Всего голосов                                                                                | 21 806 |         |       |
| Зарегистрированных избирателей                                                               | 31 845 |         |       |
| Источники: Elezioni Politiche 2008 — Repubblica di San Marino (итал.)                        |        |         |       |